# 구아나코
구아나코 또는 과나코(학명: Lama guanicoe)는 낙타과의 한 종으로, 남아메리카의 산지에 서식한다. 어깨 높이는 107에서 122센티미터정도이며, 무게는 90킬로그램정도이다. 색깔의 차이는 별로나지 않다. 구아나코의 얼굴을 회색이며 귀는 곧바르다. 본래 산지에 서식하지만 평지에 서식하기도 하며, 시속 55km 이상으로 달릴 수 있고 수영을 잘 한다. 먹이는 풀이다. 라마처럼 성질이 온순하고 길들이기 쉬워, 라마 대신 기르기도 한다. 수명은 약 20년이다.
천적은 퓨마이다.